# Nvidia Shield
Pour les articles homonymes, voir Shield.

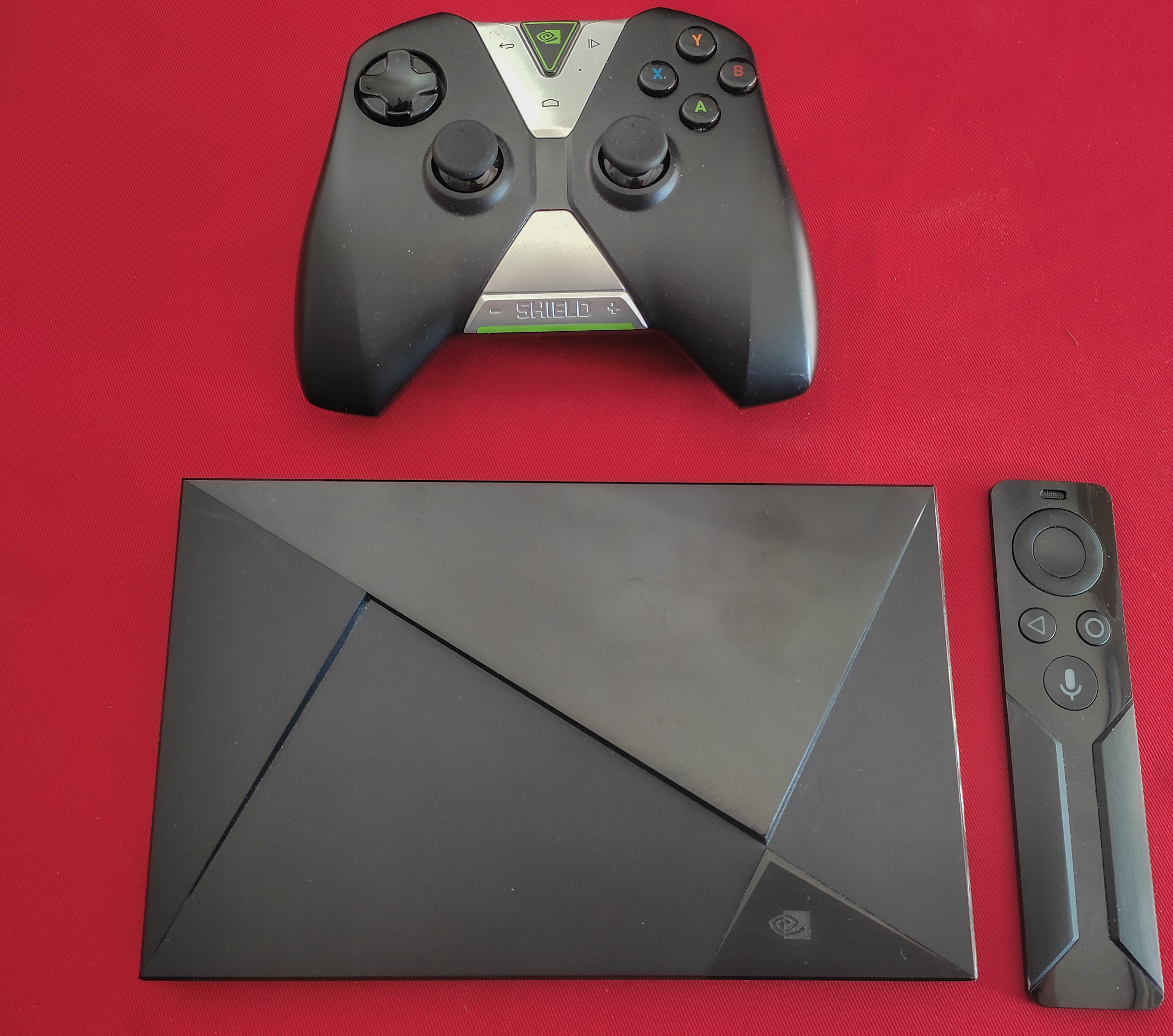
Nvidia Shield de première génération avec sa manette et la télécommande en option.

La Nvidia Shield est une console de salon qui est fabriquée et commercialisée par Nvidia. Elle fut présentée pour la première fois officiellement au Consumer Electronic Show 2013 le 7 janvier.
La Nvidia Shield devait initialement sortir le 27 juin 2013, mais Nvidia eut des difficultés de production ce qui les obligea à reporter la date de la sortie de la console au 31 juillet 2013 aux États-Unis,, alors même qu'ils venaient d'annoncer une baisse de prix de 50 $ une semaine auparavant.
En 2017, nVidia sort la nVidia Shield TV et Pro, la nVidia Shield TV propose 16 GO de mémoire interne et la Pro en propose 500 pour une expérience de jeu intense. Les deux consoles ne sont plus maintenant sous KitKat mais sous Android TV basée sur Oreo.
La Nvidia shield tourne sous Android TV et affiche des menus compatibles 4K. Le contenu vidéo peut être upscallé en 4K (la génération de 2019 sera plus performante sur l'upscaling grâce notamment aux mises à jour et à l'évolution du SoC).
En octobre 2019, Nvidia a dévoilé deux nouveaux modèles. Les deux modèles utilisent le SoC Tegra X1+ et sont livrés avec Android 9.0 «Pie», prennent en charge Dolby Atmos et Dolby Vision  et incluent une télécommande mise à jour et un nouveau système d'upscalling «AI-Enhanced» qui peut améliorer la Définition HD(720p) vers la UHD 4K(2160p). Le modèle classique est de forme cylindrique, dispose de 2 Go de RAM et de 8 Go de stockage flash, extensible via une carte MicroSD (à la place des ports USB). Le Shield TV Pro utilise le même boitier que le modèle précédent et comprend 3 Go de RAM, 16 Go de stockage flash et deux ports USB 3.0. La manette de jeu est à présent vendue séparément.

## Composants et caractéristiques techniques
- Système Android TV / Google TV (Les premières versions de la Shield sont encore mises à jour en 2020 avec Android 11)[6]. Nvidia applique une surcouche nommée SHIELD Software Experiance.
- Soc 1ere et 2e génération : nVidia Tegra X1
  - CPU Cortex A53 x 4 (au repos, le A57 est désactivé, consommation énergétique faible)
  - CPU Cortex A57 x 4 (pour traiter les tâches lourdes, ne fonctionne pas simultanément avec l'A53. S'il chauffe trop, il peut être refroidi par un petit ventilateur silencieux).
  - GPU Maxwell 256 cœurs
  - 3 Go RAM
  - Wi-Fi 802.11ac
  - Bluetooth 4.1
- Soc 3e génération : nVidia Tegra X1+ est une évolution du NVIDIA Tegra X1 développé pour la Nintendo Switch offrant +25% de performances et une meilleure prise en charge de l'upscaling[7].
  - GPU Maxwell 256 cœurs
  - 2 ou 3 Go RAM suivant la version
  - Wi-Fi 802.11ac
  - Bluetooth 5.0 + LE
- HDMI
- 2 USB 3.0 (suivant version)
- MicroSD (suivant version)
- Câble Secteur
- Wi-Fi 802.11n compatible 5 GHz

## Modèles
| Modèle               | Date et Tarifs de sortie                           | SoC et RAM                | Stockage (nombre port microSD) | Matériel                        | Interfaces |
| -------------------- | -------------------------------------------------- | ------------------------- | ------------------------------ | ------------------------------- | --- |
| Shield TV (Gen1)     | 2015 200 $ (Télécommande vendue séparément à 60 $) | NVIDIA Tegra X1 3 Go RAM  | 16 Go* 1 port microSD          | Shield Box Gamepad              | - HDMI 2.0 - Gigabit Ethernet - Wi-Fi ac - Bluetooth 5.0 + LE - 2 ports USB 3.0                                         |
| Shield TV Pro (Gen1) | 2015 300 $ (Télécommande vendue séparément à 60 $) | NVIDIA Tegra X1 3 Go RAM  | 500 Go* 1 port microSD         | Shield Box Gamepad              | - HDMI 2.0 - Gigabit Ethernet - Wi-Fi ac - Bluetooth 5.0 + LE - 2 ports USB 3.0                                         |
| Shield TV (Gen1.1)   | 2017 (Télécommande vendue séparément à 60 $)       | NVIDIA Tegra X1 3 Go RAM  | 16 Go* 0 port microSD          | Shield Box Gamepad v2           | - HDMI 2.0 - Gigabit Ethernet - Wi-Fi ac - Bluetooth 5.0 + LE - 2 ports USB 3.0                                         |
| Shield TV (Gen2)     | Fin 2019 150 $ (Gamepad vendu séparément 70 €)     | NVIDIA Tegra X1+ 2 Go RAM | 8 Go* 1 port microSD           | Shield Cylindre Télécommande v2 | - HDMI 2.0b avec support HDCP 2.2 et CEC - Gigabit Ethernet - Wi-Fi 802.11ac - Bluetooth 5.0 + LE                       |
| Shield TV Pro (Gen2) | Fin 2019 200 $ (Gamepad vendu séparément 70 €)     | NVIDIA Tegra X1+ 3 Go RAM | 16 Go* 0 port microSD          | Shield Box Télécommande v2      | - HDMI 2.0b avec support HDCP 2.2 et CEC - Gigabit Ethernet - Wi-Fi 802.11ac - Bluetooth 5.0 + LE - 2x USB 3.0 (Type A) |

*Une partie de l'espace de stockage est utilisée par le logiciel système.

## Compatibilité
La Shield est compatible avec de nombreux accessoires sans fil comme par exemple les manettes des télécommandes universelles, manettes de PS3, PS4 et Xbox.
De plus les ports USB (suivant version) lui permettent de brancher disque dur, clé USB, Dongle TV, clavier, souris, etc. ce qui permet d’étendre les possibilités de l'appareil en petite station de travail.

## Services, plateformes & jeux
- Jeux streamé depuis les serveurs nVidia. Service payant GeForce Now.
- Jeux et applications Google Play (le catalogue Android TV est beaucoup moins fournis que sur Android)
- Jeux PC streamé depuis votre PC équipé avec une carte graphique nVidia. Service Geforce GameStream, disponible depuis Geforce experience[8].
- Des APK non distribués sur le Google Play peuvent être installés pour émuler des jeux de consoles[9].
- Chromecast intégré